# Лејла Баалбаки
Лејла Баалбаки (арап. Layla Ba'albakki ,ليلى بعلبكي) либанска је списатељица, новинарка, активисткиња и феминисткиња. Међу њеним најзначајнијим дела налази се роман „Живим” (арап. Ana ahya, أنا أحيا) 1958) و који говори о протесту жене против родитељског ауторитета и предводника заједнице. Њен књижевни рад је такође инспирисао политички устанак. Због својих јавних критика ислама и сексуално експлицитних прича, Баалбаки је изведена на суд, док је њено дело цензурисано. Жеља за потискивањем друштвених вредности и истраживањем алтернативних женских идентитета учинила је Лејлу Баалбаки великим утицајем на савремени арапски феминизам.

## Детињство и образовање
Лејла Баалбаки је рођена 1936. године у традиционалној шиитској муслиманској породици у Бејруту. Током своје младости, она је брзо схватила да се женско образовање не вреднује подједнако са мушким. Упркос овој препреци, она је стекла високо образовање на Језуитском универзитету у Бејруту, где је студирала књижевност. У исто време, Баалбаки је радила као секретарица у либанском Парламенту. Иако је Баалбаки на крају напустила универзитет ради посла, искуство јој је омогућило да пробуди политичку перспективу и формира своје идеје о улози владе у обликовању друштвених услова који Арапкиње стављају у потчињен положај. Баалбаки је затим напустила и парламент, у намери да настави образовање у Европи, искуство које ће касније створити њене идеје о слободи мишљења и изражавања.

## Значајна дела
Лејла Баалбаки је 1958. године објавила своју прву књигу „Живим” када је имала 22 године. Главна јунакиња, Лина Фајад, представља снажну причу која испољава акутну свест о себи и реализам. Почетком Другог светског рата, Лина је храбра либанка која одбацује друштвене утицаје. Отворено се побунивши против оца и буржоаске класе, Лина агресивно тражи ослобођење од њеног женског идентитета. Она проналази уточиште у делима Сартра, упознајући се са западном књижевношћу и егзистенцијалистичком мишљу. Упркос противљењу њене породице, Лина иде на посао и на универзитет, где упознаје и заљубљује се у Баху, комунисту. Међутим, Линини интелектуални идеали се не преносе у стварност. Упркос њеним протестима, Лина наставља да буде предмет друштвених очекивања и на крају се враћа кући, утучена. Кроз Линина искуства, Баалбаки илуструје унутрашње феминистичко искуство које је сукобљава са спољашном друштвеном културом. Ова тема се наставља кроз Баалбакин други роман из 1960. године, al-Aliha al-mamsukha („Деформисани богови”). Њена јунакиња, Мира, у једном тренутку узвикује: "Очеви су ми дошли преко главе, да мој није већ мртав, ја бих желела да умре." Овакве изјаве указују да је репресивна природа фигуре оца и функција патријархалног друштва инхибирала и инспирисала феминистичке побуне.
Године 1963, Баалбаки је објавила своју прву збирку кратких прича, Safinat hanan ila al-Qamar (Свемирски брод нежности ка Месецу). Неколико месеци касније, Баалбаки је оптужена за развратност и „угрожавање јавног морала”. Либанска патрола против недоличности је заправо обишла све књижаре у којима се продавала књига, како би конфисковали све преостале примерке због еротског садржаја. Иако је на крају оповргнута, ова контроверза је означила крај Лејлиног писања фикције, а остатак своје књижевне каријере је провела као новинар у Бејруту.

## Активизам
Лејла Баалбаки је такође позната по залагању за равноправност полова, слободу изражавања, као и социјалне реформе. У мају 1959. године, Баалбаки је одржала свој „Ми Без Маске” говор о социјализацији либанске омладине. Она је истакла како млади у Либану одрастају „стидећи се својих тела и одупирући се сваком осећању” које избија из сексуалне радозналости. Насупрот томе, америчка и европска омладина има више слободе. Баалбаки је изнела ове примере у нади да ће инспирисати друштвену побуну која би модернизала државу.